# Hubert Davis
Pour les articles homonymes, voir Davis.
Hubert Ira Davis, Jr. (né le 17 mai 1970 à Winston-Salem, Caroline du Nord) est un joueur puis entraîneur américain de basket-ball ayant évolué en National Basketball Association.
Il est le neveu de Walter Davis, également ancien joueur NBA.
Après avoir évolué à la Lake Braddock Secondary School de Burke, Virginie, Davis rejoint les Tar Heels de l'université de Caroline du Nord. Davis ry éalise des moyennes de 21,4 points par match lors de la saison 1991-1992. C'est la plus forte moyenne de points inscrite par un joueur sous les ordres de l'entraîneur Dean Smith. Il est l'un des quatre joueurs à avoir inscrit plus de 20 points par match avec Smith (les autres étant Michael Jordan, Phil Ford et Brad Daugherty).
Davis est sélectionné au 20e rang de la draft 1992 de la NBA par les Knicks de New York. Il évolue avec eux durant quatre ans jusqu'à ce qu'il soit transféré aux Raptors de Toronto avant le début de la saison NBA 1996-1997. Il joue également aux Mavericks de Dallas, aux Wizards de Washington, aux Pistons de Détroit et aux Nets du New Jersey. Son dernier match NBA se déroule en 2004. Sur sa carrière, il réalise des moyennes de 8,2 points, 1,5 rebond et 1,7 passe décisive par match.
Durant sa carrière, Hubert est sponsorisé par la Jordan Brand.
De 2012 à 2021, il est entraineur assistant pour les Tar Heels de l'université de Caroline du Nord, où il avait été formé. Le 5 avril 2021, il succède à Roy Williams et devient l'entraineur principal.